# Jerold Promes
Jerold Promes, né le 9 mars 1984 à Amsterdam, est un footballeur néerlandais. Il évolue au VVV Venlo au poste de défenseur central.

## Palmarès
- Champion des Pays-Bas de D2 en 2017 avec le VVV-Venlo